# Cathy Xaudaró
Catherine Xaudaró Apellániz (Iloílo, Filipinas, 30 de abril de 1960), conocida como Cathy Xaudaró, es una ex gimnasta rítmica y entrenadora española. Como gimnasta del conjunto español, logró la medalla de bronce en el Campeonato Mundial de Madrid en 1975, primera medalla internacional oficial de la selección nacional en la modalidad de conjuntos. Fue además campeona de España individual en la categoría B (1976). 
Ha sido entrenadora de la selección nacional de gimnasia rítmica júnior y sénior en diferentes etapas desde su retirada en 1978, así como de clubes españoles como el Club Deportivo Zaragozano de Gimnasia o el Club de Gimnasia Rítmica Las Rozas. En la actualidad es jueza internacional y miembro de la Comisión Técnica de Gimnasia Rítmica de la Real Federación Española de Gimnasia.

## Biografía deportiva

### Inicios
Aunque nació en Iloílo (Filipinas), debido a la ley marcial hacia 1970 se trasladó con su familia a vivir a España, ya que contestó a la solicitud antes que Estados Unidos. Inicialmente, tras ser descubierta por Carmen Algora, comenzó a practicar gimnasia artística en la sección de Gimnasia del Real Madrid Club de Fútbol. Para 1973 se trasladó junto a su entrenadora Carmen Algora a practicar gimnasia rítmica al Club Cuartel de la Montaña. Este, junto al Club Moscardó, eran los dos únicos clubs de gimnasia madrileños que había entonces.

### Etapa en la selección nacional
En 1974 Cathy fue seleccionada por la seleccionadora nacional, la búlgara Ivanka Tchakarova, para formar parte de la primera selección nacional de gimnasia rítmica de España, recién creada por la Real Federación Española de Gimnasia. Tchakarova contaba con la ayuda como entrenadora de Carmen Algora. Xaudaró integró como suplente el conjunto español de gimnasia rítmica en 1975. En un primer momento entrenaron en el gimnasio de la Delegación Nacional de Deportes, donde no había moqueta, y posteriormente pasaron al Gimnasio Moscardó de Madrid. Hacia junio de 1975 viajó con la selección a Bulgaria para una concentración de dos meses en Sofía y Varna.

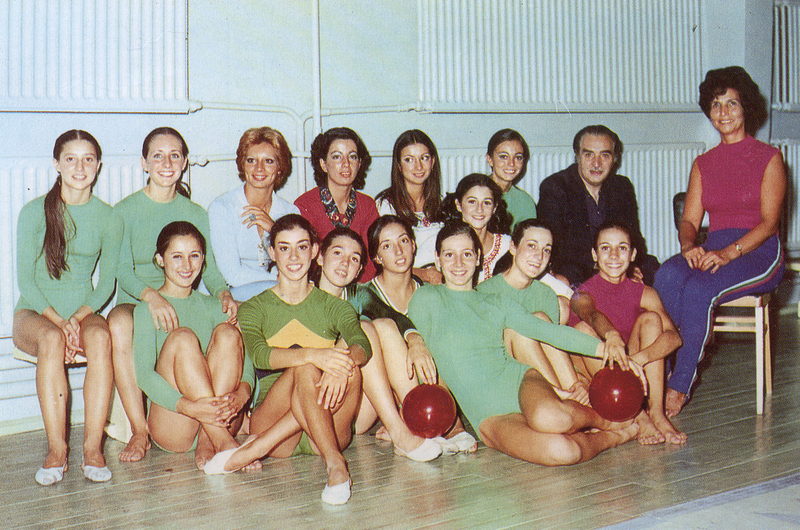
Cathy (abajo, tercera a la izquierda) con la selección española de gimnasia rítmica (1975).

El 24 de noviembre de 1975, en el Campeonato del Mundo de Madrid, el conjunto logró la medalla de bronce en el concurso general, siendo la primera medalla internacional oficial del conjunto español. El ejercicio que realizaron fue el de 3 pelotas y 3 cuerdas, y el equipo estaba integrado en dicho campeonato por Leticia Herrería, Carmen Lorca, Herminia Mata, María Eugenia Rodríguez, María José Rodríguez y Marilín Such, además de Teresa López, Mercedes Trullols y Cathy Xaudaró como suplentes. Las gimnastas españolas individuales en el Mundial fueron María Jesús Alegre, Begoña Blasco y África Blesa. Aunque el inicio de la competición estaba inicialmente previsto para el 20 de noviembre, tuvo que ser retrasado debido a la muerte de Francisco Franco.
En mayo de 1976 fue campeona de España en la categoría B (mayores de 14 años) en el campeonato celebrado en Madrid. Una lesión en 1978 precipitó su retirada.

### Retirada de la gimnasia
Tras su retirada, en 1978 comenzó a entrenar a un grupo de niñas pequeñas a propuesta de la seleccionadora nacional. Poco después se sacó el título de Entrenadora Nacional de Gimnasia Rítmica, formando parte como técnico del Club Deportivo Zaragozano de Gimnasia en Zaragoza. Allí entrenaría a Ada Liberio, que posteriormente sería gimnasta internacional. En 1981 fue entrenadora auxiliar de la selección nacional de gimnasia rítmica de España en el Campeonato Mundial de Múnich. En 1987 también formó parte del equipo técnico de la selección nacional júnior en el Campeonato Europeo de Atenas, siendo entrenadora del conjunto júnior con Rosa Menor y Berta Veiga. En 1989 abandonó el Club Deportivo Zaragozano para ir a la Federación Aragonesa de Gimnasia. Ese mismo año entrenó de nuevo al conjunto júnior nacional, esta vez junto a Rosa Menor, Francisca Maneus y Berta Veiga. También en 1989, pasó a formar parte del equipo técnico del equipo nacional de gimnasia artística, con el que preparó los ejercicios de suelo hasta los JJ.OO. de Barcelona 1992. En esa etapa llegó a estar concentrada dos meses en Houston (EE. UU.) en el rancho de Béla Károlyi, entrenador de Nadia Comăneci.
En 1994, junto a Consuelo Burgos, volvió a entrenar al conjunto júnior nacional, donde se encontraban gimnastas como Nuria Cabanillas o Alba Caride. De 1995 a 2005, fue entrenadora en el Club de Gimnasia Rítmica Las Rozas (Madrid). Fue ayudante de la seleccionadora nacional de España Efrossina Angelova de 2009 a 2010. 
También es jueza internacional de gimnasia rítmica desde 1985, habiendo sido juez en representación de la Federación Madrileña en varios Campeonatos de España. En la actualidad es miembro de la Comisión Técnica de Gimnasia Rítmica de la Real Federación Española de Gimnasia.

## Palmarés deportivo

### A nivel de club
1976 
- Campeonato de España Individual en Madrid

 Oro en concurso general (categoría B)

### Selección española

#### Conjunto sénior
1975
- Campeonato del Mundo de Madrid

 Bronce en concurso general